# Prosopistoma orhanelicum
Prosopistoma orhanelicum is een haft uit de familie Prosopistomatidae. De wetenschappelijke naam van de soort is voor het eerst geldig gepubliceerd in 2009 door Dalkiran.
De soort komt voor in het Palearctisch gebied.